# Casc (heràldica)
El casc o elm és un element heràldic basat en la peça del mateix nom que protegia el cap en les antigues armadures medievals.
Dur un casc a dalt de l'escut era un privilegi reservat a l'alta noblesa. Alguns cascos venen decorats amb una cimera i amb llambrequins. Tradicionalment els cascos estan presents en determinats escuts de família i en alguns escuts de l'heràldica municipal.
Les personalitats eclesiàstiques, com els bisbes i altres alts càrrecs del catolicisme, feien servir una mitra com a timbre per a llur escut en lloc del casc.

## El casc a l'heràldica catalanoaragonesa
La Cimera Reial del rei Pere el Cerimoniós duu un casc de tipus tancat, amb una obertura allargada molt estreta per als ulls, coronada amb la cimera i la vibra. L'actual escut del País Valencià està basat en l'heràldica del rei Pere el Cerimoniós.
El casc també es troba en l'heràldica d'algunes ciutats, com a l'escut de Barcelona en el segle xvii, coronat per la cimera amb la vibra. El casc va desaparèixer en el segle xviii, i la vibra es va transformar en un ratpenat.

Un casc barrat com a timbre heràldic
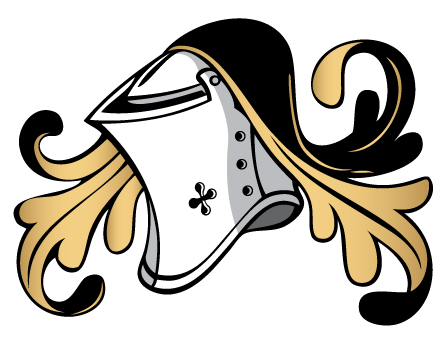
Un casc tancat amb llambrequins
Escut antic de Barcelona amb un casc barrat (segle xvii-xviii)
Escut del País Valencià amb el casc tancat
Cimera de la Festa de l'Estendard (Mallorca)
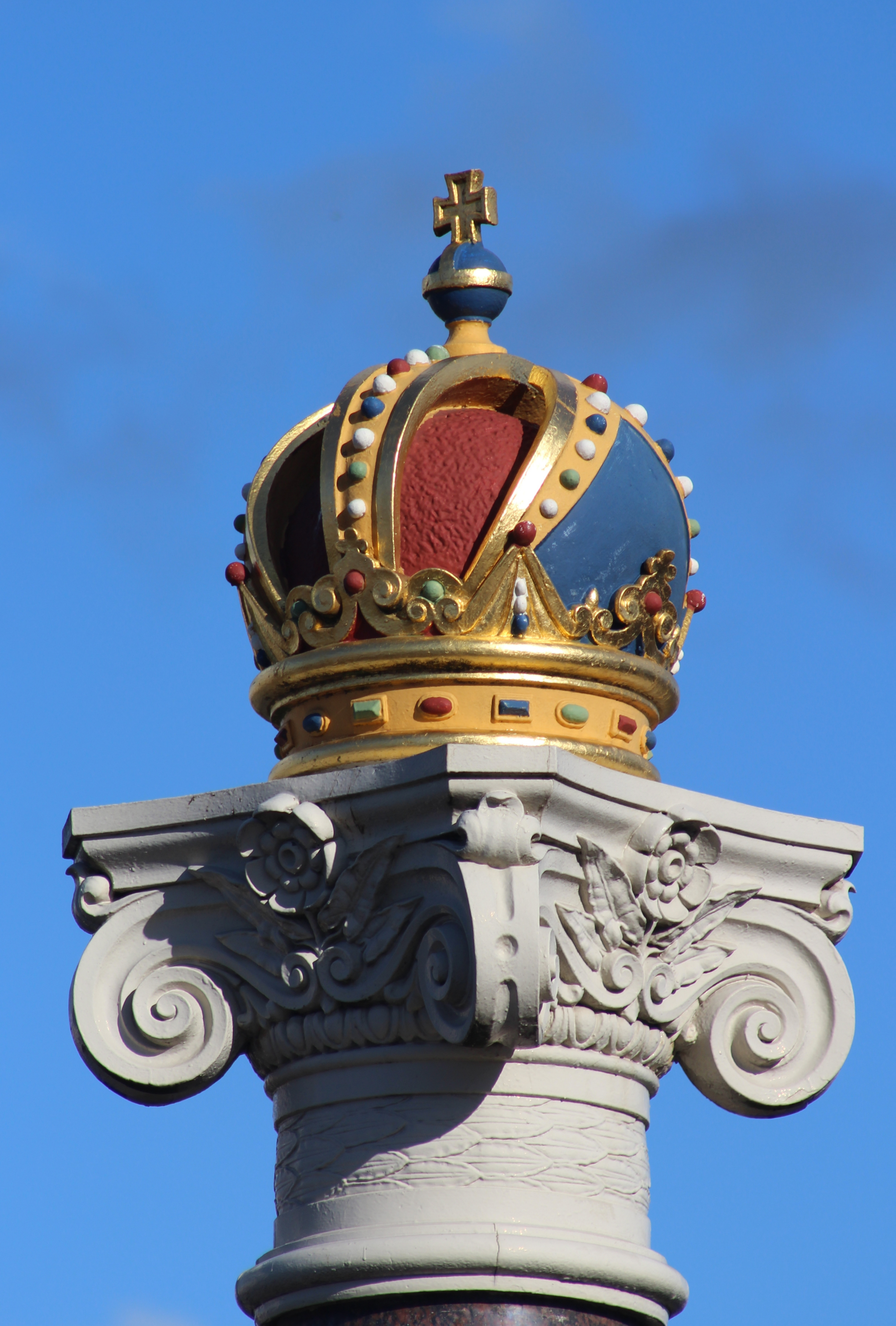
Corona heràldica tridimensional (Blauwbrug, Amsterdam)